# أبو منجل مقدس ملغاشي
أبو منجل مقدس ملغاشي (الاسم العلمي: Threskiornis bernieri) هو طائر ينتمي لجنس Threskiornis الذي ينتمي إلى عائلة أبو منجليات، ويوجد في مدغشقر والسيشل وتفضل العيش في المناطق الطبيعية وشبه الاستوائية أو المدارية، ومصبات الأنهار والمسطحات المدية، والبحيرات المالحة الساحلية. وهي مهددة بالانقراض بسبب فقدان الموائل.